# Lucie Englisch
Lucie Englisch (Baden, 8 février 1902 - 12 octobre 1965) est une actrice autrichienne.

## Filmographie
- 1931 : Die große Attraktion de Max Reichmann
- 1936 : Quand l'alouette chante (Wo die lerche singt) de Carl Lamac
- 1939 : Marionette de Carmine Gallone
- 1950 : La Fiancée de la Forêt-Noire
- 1955 : Sa fille Pierre (Seine Tochter ist der Peter)
- 1955 : Amour, tango, mandoline
- 1956 : La Nuit de la Saint-Jean (Johannisnacht) de Harald Reinl
- 1957 : La Forêt d'argent (Der Wilderer vom Silberwald) d'Otto Meyer (de)
- 1957 : Tante Wanda aus Uganda